# Sphère mouvante
Une sphère mouvante (expression employée au XVIIIe siècle) désigne un ensemble de cercles ou portions de cercles figurant le système solaire en tout ou partie. Elle est mouvante quand les astres représentés (le Soleil et ses planètes) sont animés soit manuellement, soit par un mécanisme d'horlogerie.
Ces sphères mouvantes tentent de simuler la réalité dans un but didactique ou de démonstration.

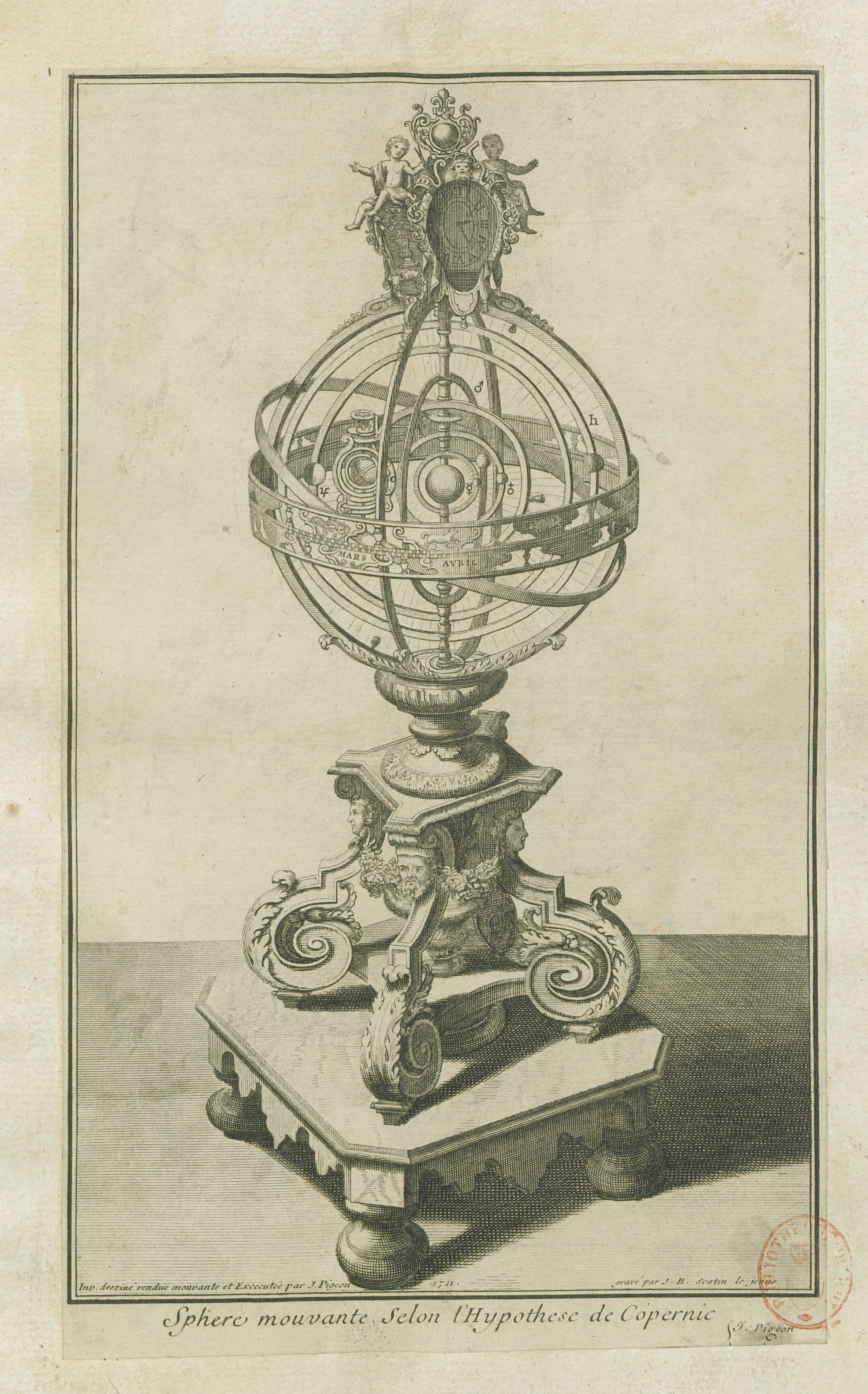
Sphère mouvante dessinée par Jean Pigeon en 1711.

## Histoire
Des personnages se sont illustrés en construisant des sphères mouvantes comme Jean Pigeon (1654-1739) le premier qui les construisit en France ou Antide Janvier (1751-1835) qui les réalisa avec une incroyable précision.